# Eupsilia cirripalea
Eupsilia cirripalea là một loài bướm đêm trong họ Noctuidae.